# 小行星21484
小行星21484（21484 Eppard）是一颗绕太阳运转的小行星，为主小行星带小行星。该小行星于1998年4月发现。

## 轨道参数
小行星21484的轨道半长轴为2.3534646 UA，离心率为0.075。